# Djalma Marinho
Djalma Aranha Marinho (Nova Cruz, 30 de junho de 1908 — Natal, 26 de dezembro de 1981) foi um advogado, professor e político brasileiro com atuação no Rio Grande do Norte.

## Dados biográficos
Djalma Aranha Marinho nasceu em Nova Cruz (RN) no dia 30 de junho de 1908, filho de Nestor Marinho e Amélia Aranha Marinho. Ingressou na Faculdade de Direito da Universidade Federal de Pernambuco em 1928 e ainda como estudante foi promotor público adjunto nos municípios potiguares de Ceará-Mirim e Macaíba formando-se em 1932. Nomeado funcionário do Tribunal Regional Eleitoral em 1933 foi ainda consultor jurídico da Delegacia Fiscal do Tesouro Nacional em Natal, procurador da Fazenda Nacional e professor da Universidade Federal do Rio Grande do Norte. Estreou na política em outubro de 1934 ao eleger-se deputado estadual pelo Rio Grande do Norte, entretanto seu mandato foi extinto quando Getúlio Vargas implantou o Estado Novo em 1937. De volta à advocacia trabalhou para a Panair do Brasil durante a Segunda Guerra Mundial.
Com o fim do conflito e a subsequente redemocratização do país após a queda de Getúlio Vargas, filiou-se à UDN e foi eleito primeiro suplente de deputado federal em 1945 e deputado estadual pelo Rio Grande do Norte em 1947. Novamente suplente de deputado federal em 1950, chegou a exercer o mandato por meio de convocação e foi eleito para a Câmara dos Deputados em 1954 e 1958. Derrotado por Aluizio Alves na disputa pelo governo potiguar em 1960, conquistou um novo mandato em 1962 e filiou-se à  ARENA quando o Regime Militar de 1964 impôs o bipartidarismo por meio do Ato Institucional Número Dois reelegendo-se em 1966.

## Divergências com os militares
Contrário ao pedido do governo militar para processar o deputado Márcio Moreira Alves junto ao Supremo Tribunal Federal, renunciou à presidência da Comissão de Constituição e Justiça em dezembro de 1968 quando declarou, inspirado em Calderón de La Barca: "Ao rei tudo, menos a honra". Dias depois o presidente Costa e Silva baixou o Ato Institucional Número Cinco e iniciou o fechamento do regime. Foi reeleito deputado federal em 1970.
Em 1974 foi candidato a senador pela ARENA num pleito onde a vitória coube ao candidato do MDB, Agenor Maria. Ao despedir-se do parlamento após cinco mandatos consecutivos trabalhou no escritório de advocacia de Dario de Almeida Magalhães e na Fundação Milton Campos, órgão arenista. Eleito deputado federal em 1978 posicionou-se a favor da Lei da Anistia e ingressou no PDS com a reforma partidária do governo João Figueiredo. Seu último ato político foi a candidatura a presidência da Câmara dos Deputados em 1981 numa dissidência apoiada por parlamentares de oposição, sendo derrotado por Nelson Marchezan.
Faleceu em Natal vítima de edema pulmonar.
Sua cadeira no parlamento foi ocupada sucessivamente por Ulisses Potiguar, afastado por um mandado de segurança, e Ronaldo Dias.
Avô do ex-deputado federal, ex-ministro do Desenvolvimento Regional e atual senador, Rogério Marinho.